# فكتور ليسينكو
فكتور ليسينكو (بالأوكرانية: Лисенко Віктор Андрійович)‏ (28 مايو 1947 في أوكرانيا - 23 يوليو 2003 في أوكرانيا) هو مدرب كرة قدم ولاعب كرة قدم (وحمل سابقاً جنسية الاتحاد السوفيتي) في مركز الدفاع. شارك مع منتخب الاتحاد السوفييتي لكرة القدم. أما مع النوادي، فقد لعب مع تشورنومورتس أوديسا ونادي ميكولايف ‏.

## وصلات خارجية
- فكتور ليسينكو على موقع ناشيونال فوتبول تيمز (الإنجليزية)